# Liste von Militärs/U
- Uchatius, Franz Freiherr von (1811–1881), österreichischer Erfinder („Uchatius-Stahlbronze“), Waffentechniker; Feldmarschalleutnant; Suizid
- Udet, Ernst (1896–1941), deutscher Jagdflieger im Ersten Weltkrieg; Generalluftzeugmeister; Suizid
- Ugaki, Kazushige (1868–1956), japanischer General und Staatsmann; mehrfacher Kriegsminister; Außenminister
- Ujest, Hugo, Fürst zu Hohenlohe-Oehringen, Herzog von (1816–1897), General der Infanterie
- Umezu Yoshijirō (1882–1949), japanischer General; Oberbefehlshaber der Armee im Zweiten Weltkrieg
- Ungern-Sternberg, Roman von (1886–1921), Baron deutschbaltischer Herkunft in zaristischen Diensten
- Unruh, Walther von (1877–1956), deutscher General im Dritten Reich; Sonderbeauftragter für die Überprüfung des zweckmäßigen Kriegseinsatzes („Unruh-Kommission“)
- Uqba ibn Nafi (622–683), arabischer Statthalter von Ifriqiya
- Urabi Pascha (1841–1911), auch Orabi Pascha, ägyptischer Offizier und Führer der Urabi-Bewegung
- Urban, Karl Freiherr von (1802–1877), österreichischer Feldmarschalleutnant; Suizid
- Urff, Georg Ludwig von (1698–1760), landgräflich hessen-kasseler Generalleutnant
- Urff, Wilhelm von (1799–1855), kurhessischer Generalmajor, Mitglied der kurhessischen Ständeversammlung
- Urquhart, Robert Elliott CB DSO (1901–1988), britischer General im Zweiten Weltkrieg; Kommandeur der 1. britischen Luftlandedivision während der Operation Market Garden
- Urquiza, Justo José de (1801–1870), argentinischer General und Staatsmann; ermordet
- Urville, Jules Cesar Sebastien Dumont d' (1790–1842), französischer Konteradmiral
- Uryū Sotokichi (1857–1937), japanischer Admiral
- Uschakow, Fjodor Fjodorowitsch (um 1745–1817), russischer Admiral
- Uslar, Peter Karlowitsch von (1816–1875), russischer Ingenieur, Sprachforscher und Offizier
- Uslar, Rolf von (* 1969), deutscher Generalarzt der Bundeswehr
- Ustinow, Dmitri Fjodorowitsch (1908–1984), sowjetischer Verteidigungsminister und Marschall der Sowjetunion